# Erich Hartmann (Politiker)

Erich Hartmann

Erich Hartmann (* 7. Juli 1896 in Ludwigshafen am Rhein; † 23. Februar 1976 in Achim) war ein deutscher Politiker der NSDAP und Landrat in Preußen.

## Leben und Wirken
Der Architektensohn bereitete sich nach dem Schulbesuch von 1913 bis 1914 durch den Besuch einer landwirtschaftlichen Fachschule sowie eines Handels-Lehrkurses auf den Kolonialdienst vor und bildete sich in den Bereichen Schlosserei, Zimmerei und Landwirtschaft weiter. Von 1914 bis 1918 nahm er als Soldat am Ersten Weltkrieg teil, wo er an der Westfront eingesetzt war. Anschließend absolvierte er eine kaufmännische Lehre und war danach unter anderem als kaufmännischer Angestellter und Abteilungsleiter beschäftigt. Von 1919 bis 1921 gehörte er dem Deutschvölkischen Schutz- und Trutzbund und 1920 bis 1921 deutschnationalen Organisationen an. Während des Ruhraufstandes war er an Kämpfen gegen linksgerichtete Arbeiter beteiligt. Er war 1922 in Münster Begründer der ersten NSDAP-Ortsgruppe, die er auch mit Unterbrechung bis 1932 leitete. Zum 10. März 1925 war er der neu gegründeten Partei wieder beigetreten (Mitgliedsnummer 16.151). Von 1928 bis 1932 war er zudem Bezirksleiter der Partei in Münster. Hartmann gründete auch die SA in Münster und war von 1924 bis 1929 dort SA-Führer. Später wechselte er zur SS (SS-Nummer 353.038), wo er im Januar 1940 den Rang eines Sturmbannführers erreichte. Von 1931 bis 1933 leitete er das Gaupersonalamt und war von 1932 bis 1939 Gauinspekteur des Gaus Westfalen Nord. Von Januar bis Mai 1933 war er kommissarisch Kreisleiter in Tecklenburg und im Spätsommer 1933 von Münster Stadt. Von April 1934 an bis zum Ende des NS-Regimes war er Gauredner und von Oktober 1937 an Beisitzer des Gaugerichts Westfalen-Nord. Er war Inhaber des Goldenen Parteiabzeichens der NSDAP. Hartmann war ab 1932 Mitglied im Preußischen Landtag bis zu dessen Auflösung. Von November 1933 bis zum Ende der NS-Herrschaft im Frühjahr 1945 war Hartmann Abgeordneter für den Wahlkreis 17 (Westfalen-Nord) im nationalsozialistischen Reichstag.
Hartmann wurde nach der Machtergreifung durch die Nationalsozialisten der erste Landrat der NSDAP im preußischen Kreis Herford (Provinz Westfalen) und nach über 100 Jahren der erste Herforder Landrat, der nicht der Familie von Borries angehörte. Er übte das Landratsamt von 1933 bis 1944 aus. Von 1943 bis 1944 war er zusätzlich Landrat im Landkreis Bielefeld. Sein Nachfolger in Herford wurde Friedrich Kleim. In Herford war er von 1933 bis 1934 nur kommissarisch im Amt. Am 17. Mai 1943 übernahm er vertretungsweise für etwa drei Monate zusätzlich das Amt des Landrates im Kreis Halle (Westf.) Vom 1. August 1943 bis zum 30. Mai 1944 fungierte er zusammen mit dem Herforder Bürgermeister Kleim als stellvertretender Landrat im Kreis Minden. Vom 18. Dezember 1944 an war er zudem Landesrat beim Oberpräsidenten in Büren.
Nach dem Zweiten Weltkrieg befand er sich von April 1946 bis Mitte Oktober 1947 im Internierungslager Neuengamme. Danach bestritt er seinen Lebensunterhalt unter anderem als Mühlen- und Waldarbeiter in Schliprüthen. Anfang Februar 1949 wurde er durch das Landgericht Bielefeld aufgrund von Verbrechen gegen die Menschlichkeit zu einer dreijährigen Haftstrafe verurteilt, jedoch am 7. Oktober 1950 wieder entlassen. Danach war er bei den Humana-Milch-Werken in Herford angestellt, zuletzt als Abteilungsleiter.